# Villafáfila
Villafáfila est une municipalité espagnole de la communauté autonome de Castille-et-León et de la province de Zamora. En 2015, elle compte 506 habitants.

## Toponymie
Du latin Villa Fafila (Xe siècle), c'est-à-dire la Villa de Fafila (nom de personne d'origine gotique).

## Source
- (es) Cet article est partiellement ou en totalité issu de l’article de Wikipédia en espagnol intitulé « Villafáfila » (voir la liste des auteurs).